# レーティッシュ鉄道Ge4/6形電気機関車

Ge4/6 301号機のメーカー公式写真

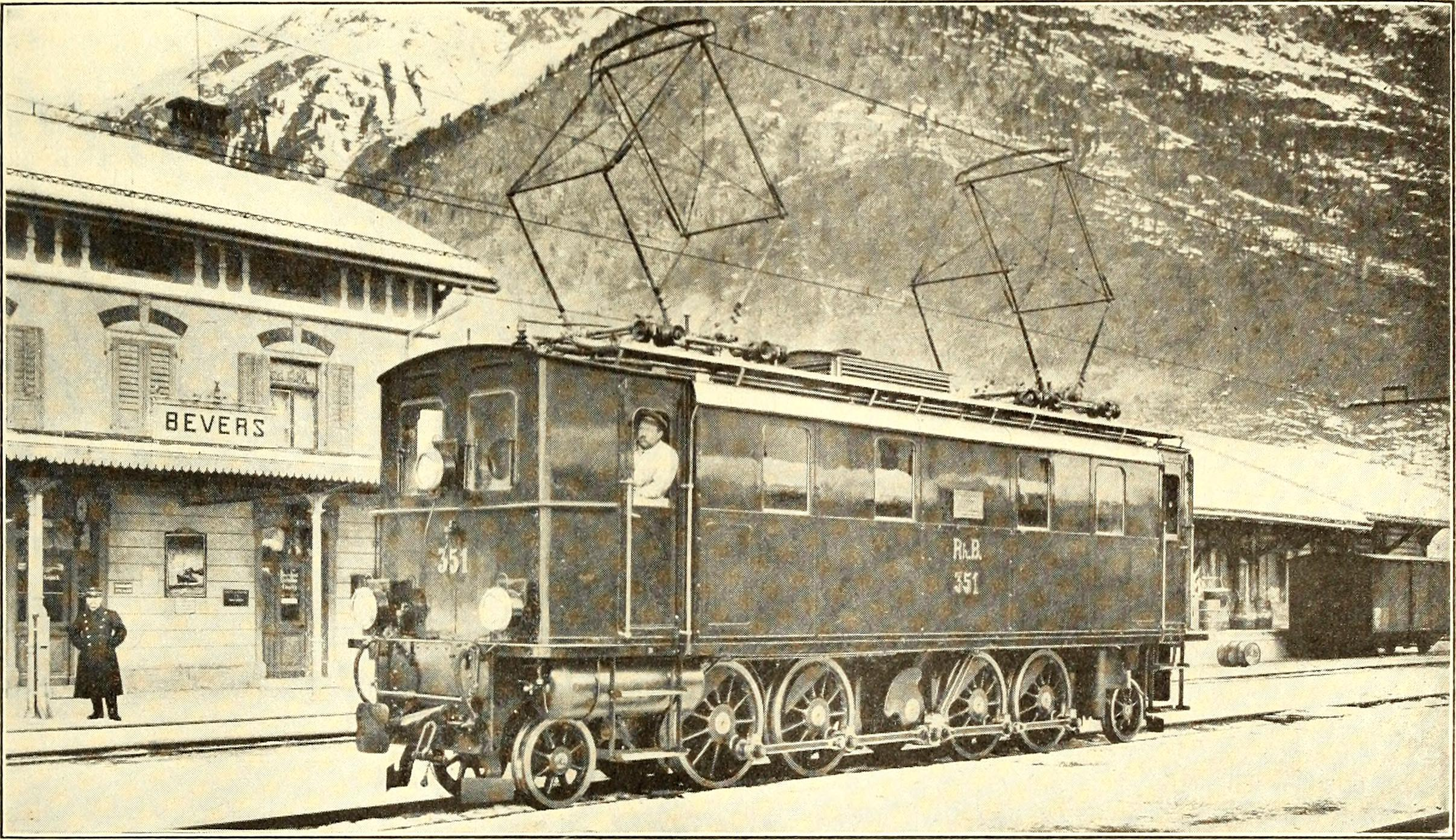
製造当初のGe4/6 351号機、1914年

Ge4/6 355号機のメーカー公式写真

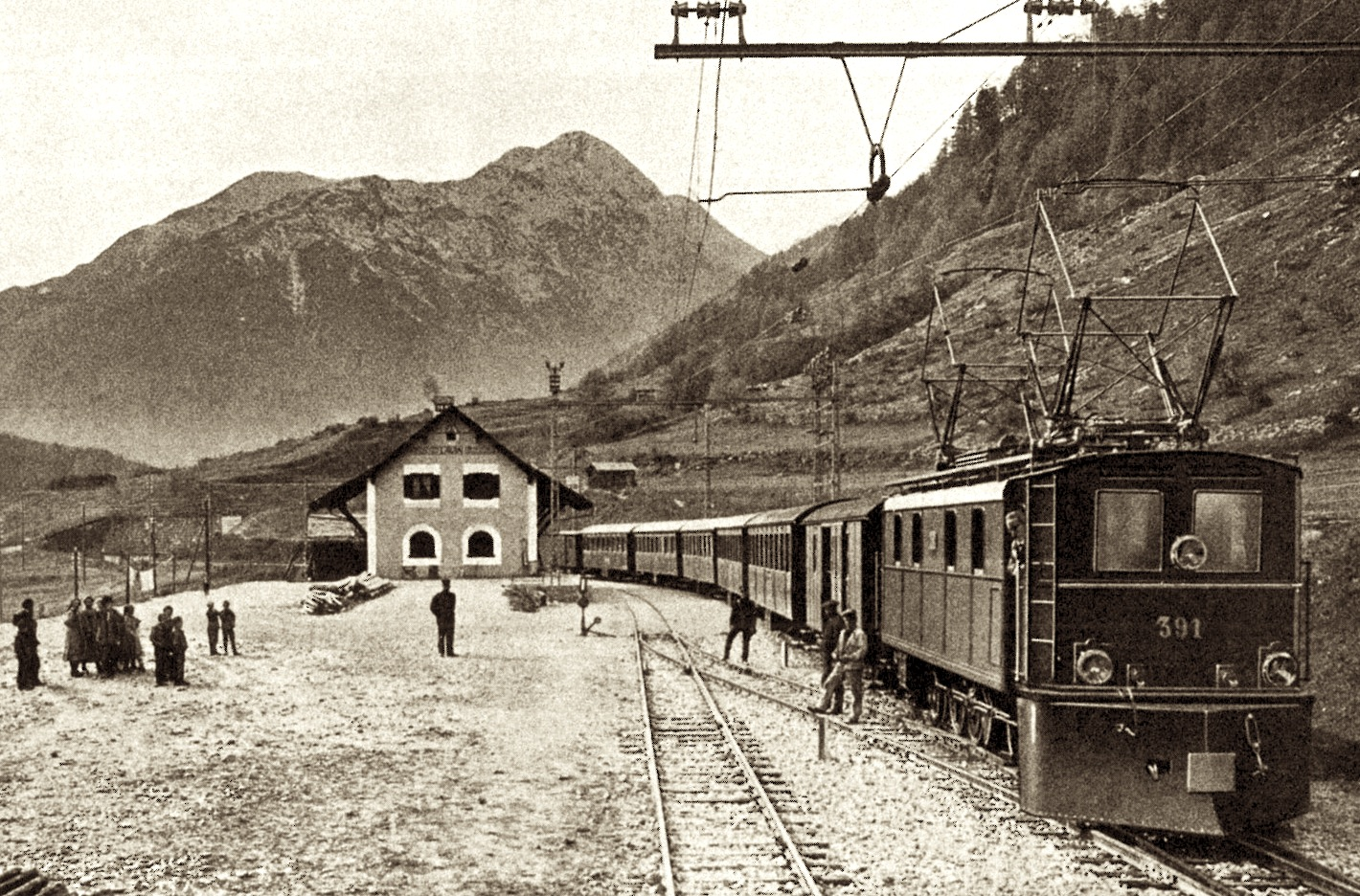
導入当初のGe4/6 391号機、前面下部に大型のスノープラウを設置、1913年

レーティッシュ鉄道Ge4/6形電気機関車（レーティッシュてつどうGe4/6がたでんきかんしゃ）は、スイス最大の私鉄であるレーティッシュ鉄道（Rhätischen Bahn (RhB)）の本線系統で使用される山岳鉄道用電気機関車である。

## 概要

### 導入の経緯

#### スイスにおける鉄道の電化
スイスにおける鉄道の電化はまず直流電化から始まり、軌道線では1888年にヴヴェ-モントルー-シヨン軌道がDC 480 - 500 Vで、鉄道線では1891年にジザッシュ-ゲルテルキンデン鉄道がDC 500 - 550 Vで、ラウターブルネン-ミューレン山岳鉄道が同じくDC 500 - 550 Vでそれぞれ電化開業して以降、軌道線や中小私鉄を中心に広く普及するようになっている。その後登山鉄道を中心に三相交流電化が採用されるようになり、軌道線では1896年にルガーノ軌道が三相AC 350 - 400 V 40 Hzで、鉄道線では1898年に登山鉄道のゴルナーグラート鉄道が三相AC 550 V 40 Hz、ユングフラウ鉄道が三相AC 650 V 40 Hzで、一部登山鉄道のシュタンスシュタート-エンゲルベルク鉄道が三相AC 750 - 850 V 33 Hzでそれぞれ電化開業し、その後登山鉄道やスイス国鉄のシンプロン線などで採用されている。
これらの方式に加えて、欧州では単相交流電化方式の導入が検討されており、1903年にプロイセン王国のベルリン近郊のニーダーシェーネヴァイデ - シュピンドラースフェルト間（約4km）の試験線がAC 6 kV 25Hzで電化され、さらに、1905年には世界初の単相交流用電気機関車がAC 15 kV 15Hzで電化されたスイスの通称ゼーバッハ - ウェッティンゲン線で運行を開始している。この機関車はMFO製で、同社の技術者であったハンス・ベーン-エッシェンブルクが開発し、その後1980年代まで使用された補極付の交流直巻電動機を搭載している。単相交流電化方式は架線が1本のみでよいだけでなく、電圧を高くすることにより架線や送電線の直径や変電所数を抑制することが可能であるほか、動力車はタップ切換制御と直流直巻整流子電動機と類似の特性を持つ交流直巻整流子電動機の組合わせにより、電力ロスが少なく、かつ、実際の運転状況に合わせた速度制御が可能となっている。しかし、当時の技術では商用電源周波数の50 Hzを大出力の交流直巻整流子電動機にそのまま使用すると良好な整流を確保することが困難であるという問題があった。これは、磁界の変化によって電機子巻線に発生する誘導電圧の影響でブラシと整流子間のアークが大きくなり、ブラシの異常摩耗や整流子の発熱にもつながるというものであるが、誘導電圧は磁界の強さと周波数に依るため、周波数は低い方がよいとされる一方で低すぎると室内灯などの照明がちらつくため、商用電源周波数50 Hzの1/2の25 Hzや1/3の16 2/3Hzが試用されている。何種かの電圧・周波数が試用された結果、AC 15 kV 16 2/3 Hzが輸送量の大きい幹線に適しているとされ、1912年にプロイセン王国、バイエルン王国、バーデンの各国で幹線鉄道の標準電化仕様として採用され、現在ではドイツ、スイス、オーストリア、スウェーデン、ノルウェーなど、ヨーロッパの電気鉄道の約1/3にこの方式が採用されている。
スイスにおける単相交流電化方式による電化は前述のゼーバッハ - ウェッティンゲン線に続き、同線と同じくMFO製の単相交流発電機および電機品を使用したロカルノ-ポンテ・ボロッラ-ビニャスコ鉄道およびロカルノ電気軌道と、BBC製の車両用電機品を使用したゼータル鉄道が開業し、その後ベルン-レッチュベルク-シンプロン鉄道レッチュベルク線やレーティッシュ鉄道などの幹線鉄道にも採用されるようになっている。1900-10年代におけるスイスの単相交流電化路線は以下の通り。
| 電化年                                 | 路線・区間 | 距離   | 運営者                                          | 電圧       | 周波数    | 記事                                           |
| -------------------------------------- | --- | ------ | ----------------------------------------------- | ---------- | --------- | ---------------------------------------------- |
| 1906-07                                | チューリッヒ・アフォルテルン - ヴェッティンゲン                                                                      | - km   | スイス国鉄/MFO                                  | 15 kV      | 15 Hz     | 試験線                                         |
| 1907-08                                | ロカルノ・サンアントニオ - ビニャスコ                                                                                | 27 km  | ロカルノ-ポンテ・ボロッラ-ビニャスコ鉄道        | 5000/800 V | 20 Hz     | ロカルノ電気軌道と接続                         |
| 1908                                   | ロカルノ市内線 | 4 km   | ロカルノ電気軌道                                | 800 V      | 20 Hz     | ロカルノ-ポンテ・ボロッラ-ビニャスコ鉄道と接続 |
| 1910                                   | ヴィルデック - レンツブルク - エメンブルック バインヴィール・アム・ゼー - ベロミュンスター                           | 54 km  | ゼータル鉄道                                    | 5500 V     | 25 Hz     |                                                |
| 1910-19                                | ベルン - シュピーツ - ブリーク                                                                                       | 115 km | スイス国鉄 ベルン-レッチュベルク-シンプロン鉄道 | 15 kV      | 16 2/3 Hz | レッチュベルクトンネルを含む                   |
| 1913-19                                | サンモリッツ - シュクオール・タラスプ サメーダン - ポントレジーナ トゥシス- ベーベル ダヴォス・ドルフ - フィリズール | 138 km | レーティッシュ鉄道                              | 11 kV      | 16 2/3 Hz | 以降1922年にかけて全線電化                     |
| 1. 2. 3. 4. 5. 6. 7. 8. 9. 10. 11. 12. | |        |                                                 |            |           |                                                |

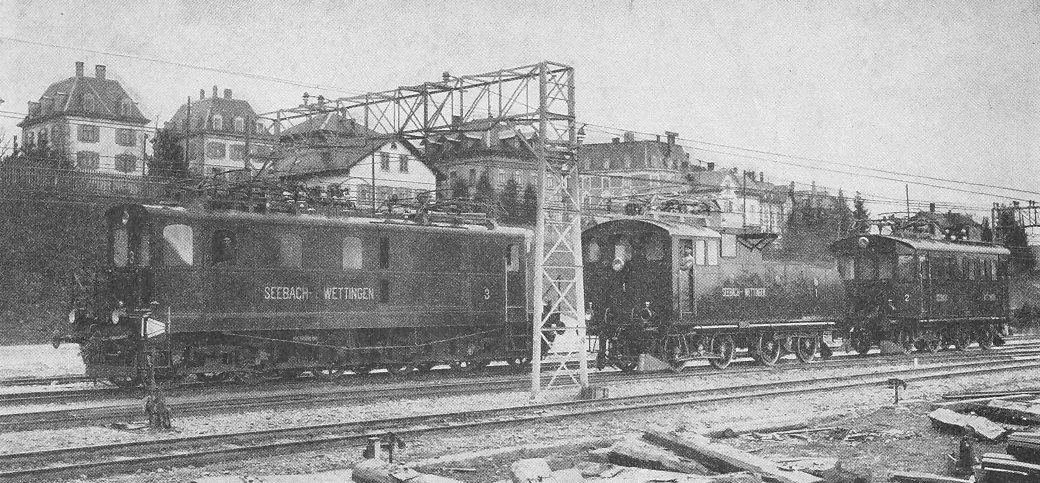
ゼーバッハ-ヴェッティンゲン線の試作機、左からシーメンス製の試作3号機、MFO製試作1号機[注釈 20]、MFO製試作2号機[注釈 21]、1908年
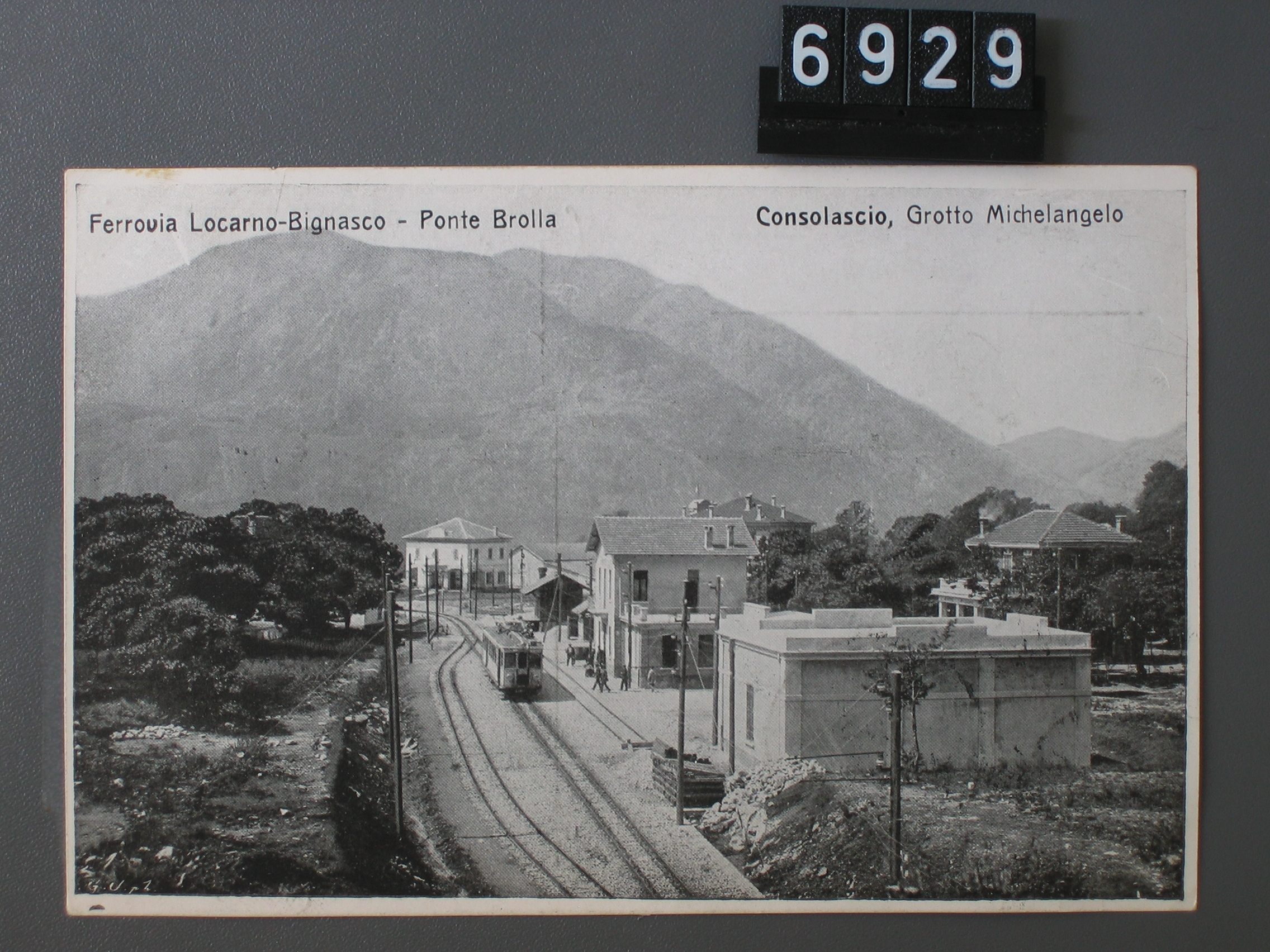
開業当時のロカルノ-ポンテ・ボロッラ-ビニャスコ鉄道を運行するBCFe4/4形[注釈 22]、1907-21年の間
ゼータル線の電車であるBCe4/4 51-58形[注釈 23]の形式図
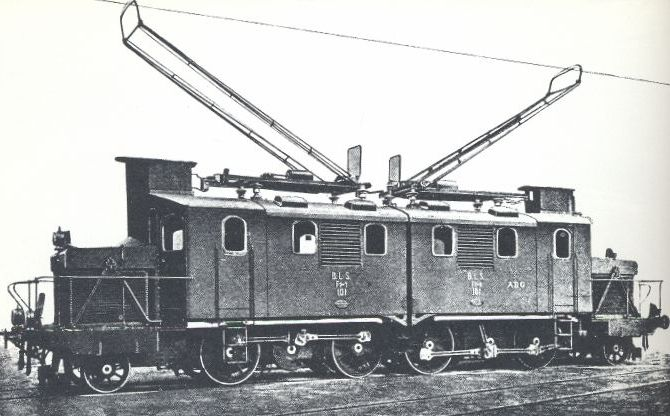
ベルン-レッチュベルク-シンプロン鉄道の試作機であるAEG製のFb 2x2/3 101号機、1911年頃
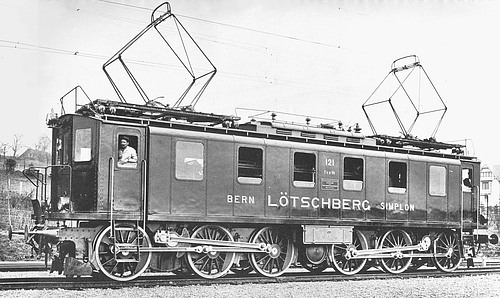
ベルン-レッチュベルク-シンプロン鉄道の試作機であるMFO製のFc 2x3/3 121号機[注釈 24]、1910年
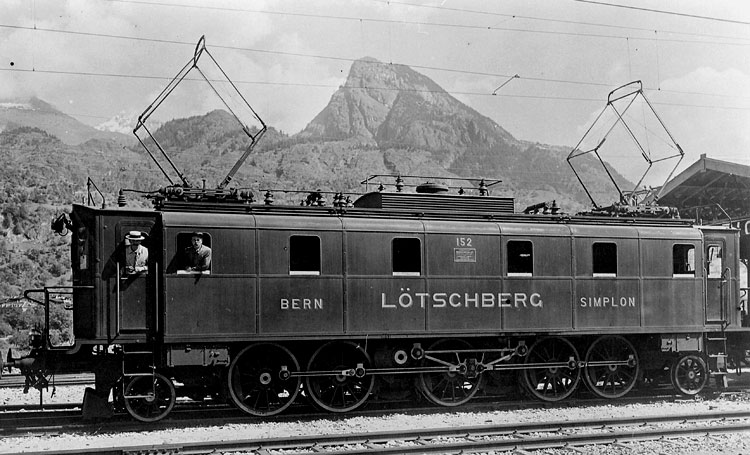
ベルン-レッチュベルク-シンプロン鉄道の量産機であるMFO製のFb5/7形[注釈 25]、1913年

#### レーティッシュ鉄道の電化
ラントクアルト-ダヴォス鉄道として1889年10月9日に運行を開始し、1895年に社名を変更したレーティッシュ鉄道は、1904年までにプレティガウ線、アルブラ線、ラントクアルト - クール間を開業させており、当初は非電化で蒸気機関車が牽引する列車で運転していた。
1898年には、レーティッシュ鉄道の電化に関しスイス鉄道銀行がジーメンス・ウント・ハルスケに調査を依頼したが、この調査の報告書では蒸気動力の方が輸送量の変動に対応しやすいことと、当時は標高の高い山間部での電化の実績がなく、蒸気動力の方が安全性が高いとされたことなどから、レーティッシュ鉄道は蒸気動力による運転を継続することとしたが、1905年には電化の検討が再開されて「スイス電気鉄道運行検討委員会」に参加しており、1906年末には当時建設が計画されていたエンガディン線を電化することが検討されていた。その後、1907年3月9日にレーティッシュ鉄道の取締役会は同社の鉄道路線全線を電化する方針を決定し、この決定に基づいてブルクドルフ工科大学教授のエミール・ブラットナーに調査を依頼し、その調査報告書に基づいて1910年5月18日の取締役会でアルブラ線のサンモリッツ - ベーベル間と新規に建設されるエンガディン線およびサメーダン - ポントレジーナ間の電化が承認された。
調査を担当したブラットナー教授はこの路線を当時計画されていたベルン-レッチュベルク-シンプロン鉄道レッチュベルク線と同じく単相交流で電化することとし、トンネル壁面と架線や集電装置とのクリアランスが小さいことと動力車の出力が低いことを考慮して、電圧をレッチュベルク線のAC 15 kV 16 2/3 Hzより低いAC 11 kV 16 2/3 Hzに設定している。また、電力の供給はポスキアーヴォ谷に2つの発電所を所有していたブルージオ発電により三相AC 23 kVの高圧送電線でベルニナ峠を越えてレーティッシュ鉄道のベーベル変電所に電力が供給されており、この変電所もブルージオ発電との共同出資で建設されている。
一方、エンガディン線の電化に伴い導入される動力車の方式に関しては様々な選択肢が検討されたが、直流電化の私鉄で多用されていた電車方式は大型の主変圧器を搭載する必要があること、台車に主電動機を搭載する方式の駆動装置では必要な出力を得られないこと、動力車の点検整備等の期間は旅客車としても使用可能な機材が減となってしまうことから採用されず、機関車が列車を牽引する方式とすることとなった。想定される旅客列車の運行本数と編成両数から、車軸配置1'B1'で300 PS級の機関車7機と1'D1'で600 PS級の機関車4機が必要と算定され、電化に合わせてGe2/4形7機とともに本項で記述するGe4/6形が4機導入されている。
電化工事はレッチュベルク線と同じくベルリンのシーメンス・シューカート・ヴェルケが受注して1911年春に着工し、並行して運行機材の導入も進められて1912年にはGe4/6 351号機とGe2/4 201号機を使用した試験走行が開始され、その後開業式典を6月28・29日に執り行って7月1日に営業運行を開始ししている。その後、レーティッシュ鉄道では1913年に全線の電化を決定したが、1914年に勃発した第一次世界大戦の影響により鉄や銅などの重要な資材が不足したため同年に計画が一旦中止となった一方で、同じく同世界大戦の影響でスイス国内では蒸気機関車の石炭も不足し、1916年頃にはレーティッシュ鉄道においても薪焚きで運行されるようになったため、鉄道の電化に資金援助を行う連邦法を活用して計画を再開することとなった。これに伴い、1919年から1922年にかけてレーティッシュ鉄道の本線系統全線がエンガディン線と同じAC11 kV 16 2/3 Hzで交流電化されているが、鋼材が不足していたため、鉄製の架線柱であったエンガディン線と異なり、架線柱の電柱部分をカラマツ材としてブームだけを金属としているほか、経費削減や地域経済振興のために必要な部材の製造や建設工事に自社工場や地元の事業者を活用している。また、電化の進展に伴い、使用する機材として1914年と1918年には出力を800 PSに増強したGe4/6形各1機を増備したほか、1921-29年には新形式で出力1080 PS級のGe6/6I形15機を導入している。
レーティッシュ鉄道の本線系統の電化の推移および、電気機関車の導入と蒸気機関車の廃車の推移は下表の通り。
| 年       | 電化                                                 | 電化      | 導入形式・機番 | 導入形式・機番    | 導入形式・機番 | 導入形式・機番 | 導入形式・機番 | 廃車形式・機番    | 廃車形式・機番 | 廃車形式・機番 | 廃車形式・機番 | 廃車形式・機番                 | 廃車形式・機番 |
| 年       | 区間                                                 | 距離      | 電気機関車     | 電気機関車        | 電気機関車     | 蒸気機関車     | 機数           | 蒸気機関車        | 蒸気機関車     | 蒸気機関車     | 蒸気機関車     | 蒸気機関車                     | 機数           |
| 年       | 区間                                                 | 距離      | Ge2/4形        | Ge4/6形           | Ge6/6I形       | G4/5形         | 機数           | G3/4形            | G2/3+2/2形     | G2/2+2/3形     | G2/3+2/2形     | G4/5形                         | 機数           |
| -------- | ---------------------------------------------------- | --------- | -------------- | ----------------- | -------------- | -------------- | -------------- | ----------------- | -------------- | -------------- | -------------- | ------------------------------ | -------------- |
| 1912     |                                                      |           | 201            | 351               |                | 118 - 119      | 4機            |                   |                |                |                |                                |                |
| 1913     | サンモリッツ - シュクオール・タラスプ                | 56.74 km  | 202 - 207      | 301, 352, 391     |                | 120 - 122      | 12機           |                   |                |                |                |                                |                |
| 1913     | サメーダン - ポントレジーナ                          | 5.28 km   | 202 - 207      | 301, 352, 391     |                | 120 - 122      | 12機           |                   |                |                |                |                                |                |
| 1914     |                                                      |           |                | 353 - 355         |                | 123            | 4機            |                   |                |                |                |                                |                |
| 1915     |                                                      |           |                |                   |                | 124 - 129      | 5機            |                   |                |                |                |                                |                |
| 1916     |                                                      |           |                |                   |                |                |                |                   |                |                |                |                                |                |
| 1917     |                                                      |           |                |                   |                |                |                | 3 - 5             |                |                |                |                                | 3機            |
| 1918     |                                                      |           |                | 302               |                |                | 1機            |                   |                |                |                |                                |                |
| 1919     | トゥシス- ベーベル                                   | 54.34 km  |                |                   |                |                |                |                   |                |                |                |                                |                |
| 1919     | ダヴォス・ドルフ - フィリズール                      | 21.95 km  |                |                   |                |                |                |                   |                |                |                |                                |                |
| 1920     | クロスタース - ダヴォス・ドルフ                      | 15.05 km  |                |                   |                |                |                |                   | 21 - 22        |                |                | 109 - 110                      | 4機            |
| 1921     | クロスタース - ラントクアルト - トゥシス             | 73.35 km  |                |                   | 401 - 406      |                | 6機            |                   |                |                | 25, 29 - 32    |                                | 5機            |
| 1922     | ライヒェナウ・タミンス - ディセンティス/ミュンスター | 49.31 km  |                |                   | 407 - 410      |                | 4機            |                   |                |                |                |                                |                |
| 1923     |                                                      |           |                |                   |                |                |                | 6II - 8, 12       |                |                |                |                                | 4機            |
| 1924     |                                                      |           |                |                   |                |                |                | 15 - 16           |                |                |                | 101, 103                       | 4機            |
| 1925     |                                                      |           |                |                   | 411 - 412      |                | 2機            | 2                 |                |                |                |                                | 1機            |
| 1926     |                                                      |           |                |                   |                |                |                | 9 - 10            |                | 23-24          | 26 - 28        | 118 - 129                      | 19機           |
| 1927     |                                                      |           |                |                   |                |                |                |                   |                |                |                | 112 - 117                      | 5機            |
| 1928     |                                                      |           |                |                   |                |                |                | 1                 |                |                |                |                                | 1機            |
| 1929     |                                                      |           |                |                   | 413 - 415      |                | 3機            |                   |                |                |                |                                |                |
| 計       |                                                      | 276.02 km | 201 - 207      | 301, 351-355, 391 | 401 - 415      | 118 - 129      | 41機           | 1 - 10, 12, 15-16 | 21 - 22        | 23 - 24        | 25 - 32        | 101, 103, 109 - 110, 112 - 129 | 46機           |
| 1. 2. 3. |                                                      |           |                |                   |                |                |                |                   |                |                |                |                                |                |

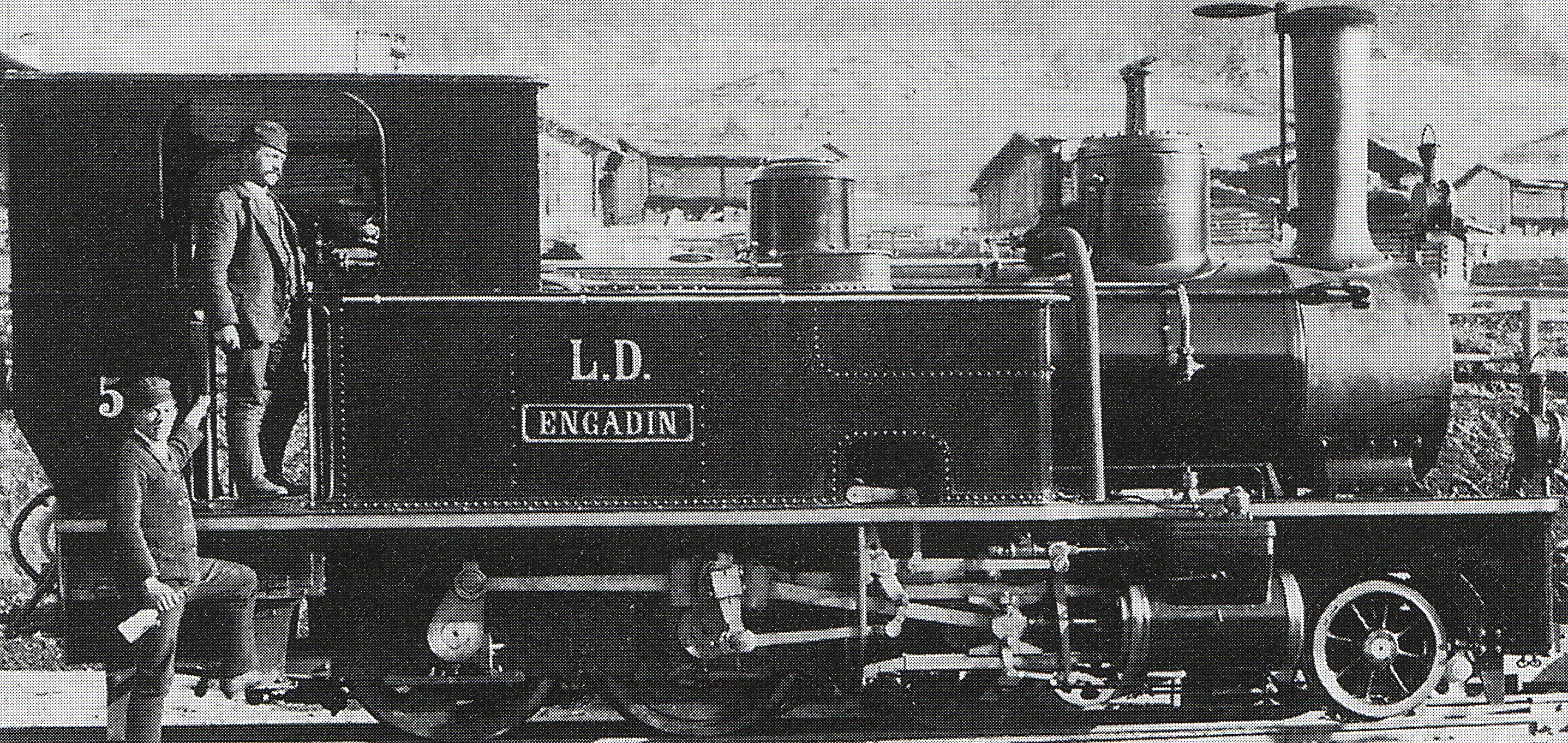
レーティッシュ鉄道の前身であるラントクアルト-ダヴォス鉄道の開業時から使用されていたG3/4形、1888-96年頃
アルブラ線開業時の主力であったマレー式の蒸気機関車の1形式であるG2/3+2/2形、SLM公式写真
本形式と並行して導入が進められていたG4/5形、当時は蒸気機関車の方が性能面で優位であった、SLM公式写真
本形式と同時に導入された車軸配置1'B1'のGe2/4形、SLM公式写真
本形式の後継として導入されたGe6/6I形、SLM公式写真

### 製造
Ge4/6形は、主電動機1台搭載・2軸駆動・300 PS級のGe2/4形に対し主電動機2台搭載・4軸駆動・600 PSもしくは800 PS級とした機体であるが、当時は電気機関車の主電動機や駆動装置の実績が不足していたため、全機の電機品がBBC製のGe2/4形に対して本形式は統一仕様に基づいて車軸配置や車体の基本設計等を共通としつつ、制御装置・主電動機等の電機品を複数のメーカーに発注し、駆動装置もそれぞれの電機品に合わせた何機種かの機体を営業運行で試用することとして、SLMが製造した車体・機械部分・走行装置に、BBC、MFOもしくはAEGが製造した制御装置等の電機品と主電動機を搭載した機体となっている。当初Ge2/4形とともに導入された600 PS級の機体4機の概要は以下の通りとなっている。
- Ge4/6 301号機：BBCが試作機として設計した機体で1913年7月1日に運行を開始しており、同社製のデリー反発電動機を2基搭載し、歯車は使用せずにクランクロッドおよびサイドロッドのみで動輪を駆動していた[21]。本機は同じBBC製のGe2/4形をベースとしており、主電動機も互換性があるものであった[15]。
- Ge4/6 351-352号機：MFOが試作機として設計した機体で、エンガディン線開通前の1912年12月12日と2月7日に試運転と工事列車の牽引での運行を開始している[22]。交流直巻整流子電動機2基を搭載し、1段減速の歯車とクランクロッドおよびサイドロッドで動輪を駆動している[15]。
- Ge4/6 391号機：AEGが狭軌電気鉄道市場へ進出するために設計した試作機で[23]、1913年7月16日に試験運行を開始している[24]。本機は性能試験結果が各機体中最も良かった一方で、第一次世界大戦の影響でドイツのメーカーでの製造が困難になったことと、速度域毎に制御方法が異なるなど運転方法が複雑であったため増備はされなかった[22]。AEG製の交流整流子電動機2基を搭載し、Ge4/6 351-352号機と同様に1段減速の歯車とクランクおよびサイドロッドで動輪を駆動している[12]。
- Ge4/6 353-355号機：エンガディン線の開通目前にSLMとMFOに発注された量産シリーズで、試験運行や性能試験で良い成績を納めたGe4/6 351-352号機にGe4/6形各機体の性能試験結果を反映し、かつ出力を増強した改良型となっている[25]。
- Ge4/6 302号機：SLMとBBCが試験用・展示用として製造した機体で[26]、Ge4/6 301号機の出力を増強して駆動装置を改良したものであるが、同機の使用実績からレーティッシュ鉄道はこの機体の購入を保留していた[27]。しかし、第一次世界大戦による石炭不足とアルブラ線の電化の進展に伴う機関車不足のため、1918年8月にGe4/6 302号機として試験的に運行を開始し、1918年11月にレーティッシュ鉄道が購入している[27]。

各機体の形式機番と製造所、SLM製番、製造年、価格（スイス・フラン）、経歴は下表のとおり。
| 形式記号       | 機番 | 製造所 | 製造所     | 製造所 | 運行開始       | 価格    | 改造             | 改造          | 廃車         | 廃車       | 廃車       | 備考       |
| 形式記号       | 機番 | 機械品 | 機械品製番 | 電機品 | 運行開始       | 価格    | 回生ブレーキ装備 | 更新改造      | 使用停止     | 廃車       | 解体       | 備考       |
| -------------- | ---- | ------ | ---------- | ------ | -------------- | ------- | ---------------- | ------------- | ------------ | ---------- | ---------- | ---------- |
| Ge4/6          | 301  | SLM    | 2311       | BBC    | 1913年7月9日   | 109,000 | -                | 1957年        | 1966年2月3日 | 1968年     | 1971年11月 |            |
| Ge4/6          | 302  | SLM    | 2436       | BBC    | 1918年8月29日  | 266,000 | -                | 1968年        | 1971年2月    | 1971年2月  | 1976年12月 | 1914年製造 |
| Ge4/6          | 351  | SLM    | 2254       | MFO    | 1912年12月18日 | 117,000 | 1944年8月        | 1955年7月     | 1973年       | 1973年     | 1977年1月  |            |
| Ge4/6          | 352  | SLM    | 2255       | MFO    | 1913年2月9日   | 117,000 | 1944年1月        | 1957年2月     | 1973年       | 1973年     | 1977年2月  |            |
| Ge4/6          | 353  | SLM    | 2433       | MFO    | 1914年7月24日  | 153,000 | 1921年12月9日    | 1955年4月     | -            | -          | -          | 動態保存   |
| Ge4/6          | 354  | SLM    | 2434       | MFO    | 1914年10月6日  | 153,000 | 1922年3月24日    | 1960年10月    | 1982年       | 1982年12月 |            |            |
| Ge4/6          | 355  | SLM    | 2435       | MFO    | 1914年12月21日 | 153,000 | 1922年7月14日    | 1958年2月     | 1984年8月    | 1984年8月  |            |            |
| Ge4/6          | 391  | SLM    | 2275       | AEG    | 1913年7月16日  | 110,000 | -                | 1938年4月30日 | 1973年       | 1977年     | -          | 静態保存   |
| 1. 2. 3. 4. 5. |      |        |            |        |                |         |                  |               |              |            |            |            |

## 仕様

### 車体
- 車体は車体端を絞り、機械室部分と運転室部分に段差があるこの時代のスイス製電気機関車の標準スタイルで、Ge2/4形とも同デザインである。
- 屋根上には大形のパンタグラフが2基設置され、車体の機械室の明取窓付きの側面壁が全面取外式となっている。
- 運転室は長さ約1200mmで、円形のハンドル式のマスターコントローラーによりが運転操作を行う。乗務員室扉の窓は下落としで、正面窓上に換気窓を持つ機体もある。
- 正面は非貫通で縦長の2枚窓、正面窓間と下部左右の3箇所に丸型の引掛式の前照灯が設置されている。連結器はねじ式連結器で緩衝器が中央、フック・リングがその左右にあるタイプである。また、当初は前位側に車体の前面下部を大きく覆う形で連結器も取付けられた大型のスノープラウを冬季に設置していたが、その後は前位・後位側共に前面の連結器下部にスノープラウを設置する方式となった。
- 301号機は正面窓上に横長の換気口を持ち、機械室側面には縦長の明取窓が4箇所設置されている。
- 302号機は正面窓上の換気口は無く、正面窓の運転台側にひさしが付き、機械室側面には横長の明取窓が3箇所設置されている。
- 351、352、391号機はそれぞれの正面窓上に換気口を持ち、機械室側面には縦長の明取窓が4箇所設置されている。なお、351、352号機の正面窓上換気口は後のワイパー移設時に埋められている。
- 353-355号機は正面窓上の換気口は無く、正面窓が上寄りに設置され、機械室側面には縦長の明取窓が4箇所とルーバーが2箇所設置されている。
- 塗装
  - 当初は車体を深緑色で、側面中央（302号機のみ側面中央左右）に"RhB"と機番の切抜文字が、正面下部中央に機番の切抜文字が設置されていた。床下機器は黒、屋根および屋根上機器がライトグレーであった。
  - その後1920-1922年には車体が茶色となり、さらにその後には屋根上が銀色となっている。

### 走行機器
- 制御方式は、デリー反発電動機を使用した301、302号機が電動機の2対のブラシの相対位置を変化させることにより制御を行う方式、351-355号機が低圧タップ切換制御、AEG式の交流整流子電動機を使用した391号機が15km/h以下の低速時は反発電動機としての制御、それ以上では低圧タップ切換制御の組合せにより制御を行う方式である。
- 主変圧器は302号機は2台の主電動機間、その他の機体は車体内後位側に設置され、出力は機体により異なるが、700-930kVAである。
- 主電動機はいずれも機械室内に2台設置されており、301、302号機は直径2150mmの大形、低速回転のデリー反発電動機を台枠に半埋込に設置し、主電動機からクランクとサイドロッドのみでギヤを使用せずに動力を伝達している。301号機はクランクが第3動輪に連結されているが、302号機は第2・第3動輪間のサイドロッドにジャック軸なしで直接連結される珍しい方式となっている。
- 351-355、391号機は直径約1200-1400mmの大形の交流整流子電動機を機械室内に2台設置しており、主電動機出力は主電動機軸の小歯車と主電動機の中間に設置された直径1399-1494mmの大歯車で減速されてからクランクによりジャック軸に伝達され、サイドロッドで動輪に伝達される方式となっている。
- 台枠は内側式の板台枠構造で、4軸の動輪の前後に先台車が付き、先輪と動輪2軸がイコライザにより接続されているが、301号機は先輪と第1・第4動輪がクラウス-SLM式の台車[29]に取付けられ、曲線通過性能に配慮している。その他の機体は通常の先台車とし、第1・第4動輪に25mmの横動を付加している。なお、先輪の横動両は110mm、動輪径は1070mm、先輪径は710mmである。

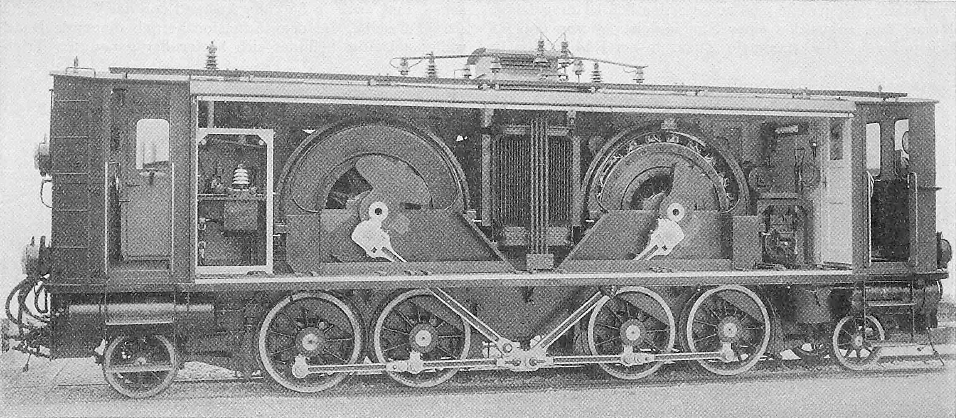
Ge4/6 302号機の車体側外板を取外した状態、主電動機からサイドロッドに直接駆動力が伝達される、1915年
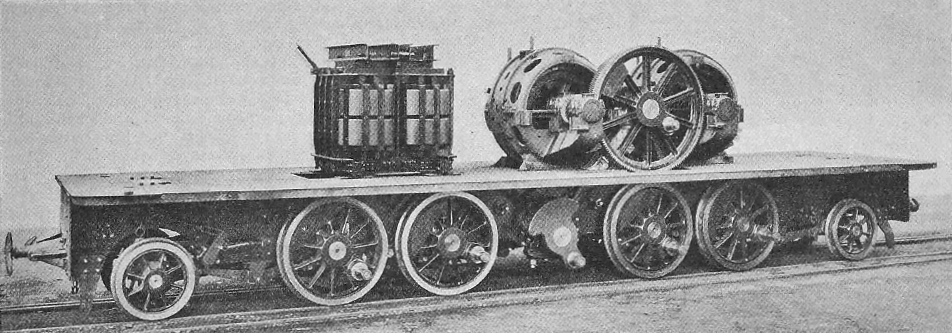
Ge4/6 353-355号機の走行機器、主電動機から1段減速歯車と連結棒でジャック軸に駆動力が伝達される、1915年
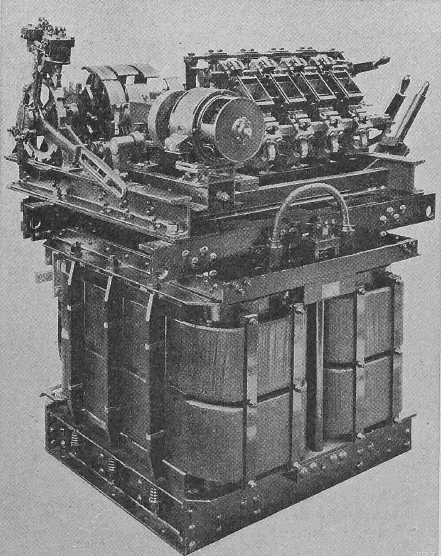
Ge4/6 355号機の主変圧器およびその上部に搭載されたタップ切換装置、1915年
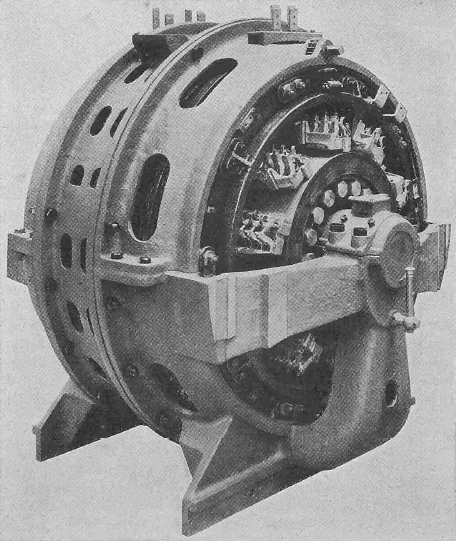
Ge4/6 355号機の主電動機、直径約1400 mm、1915年
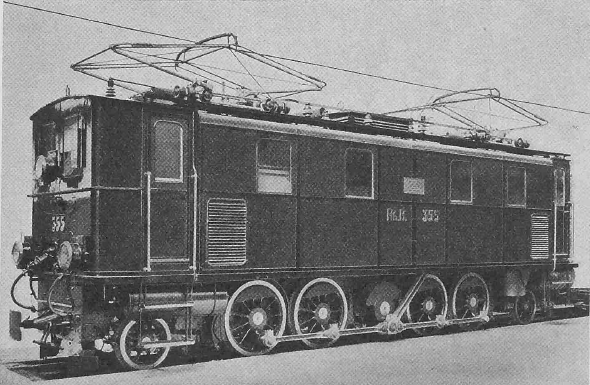
Ge4/6 355号機のメーカー公式写真、1915年
- Ge4/6 301号機のSLM公式パンフレット
- Ge4/6 353-355号機のSLM公式パンフレット

### 主要諸元
| 機番         | 機番                     | 機番                     | 301                      | 302                      | 351                         | 352                         | 353                         | 354                         | 355                         | 391                           | 備考                     |
| ------------ | ------------------------ | ------------------------ | ------------------------ | ------------------------ | --------------------------- | --------------------------- | --------------------------- | --------------------------- | --------------------------- | ----------------------------- | ------------------------ |
| 軌間         | 軌間                     | 軌間                     | 1000 mm                  | 1000 mm                  | 1000 mm                     | 1000 mm                     | 1000 mm                     | 1000 mm                     | 1000 mm                     | 1000 mm                       |                          |
| 電気方式     | 電気方式                 | 電気方式                 | AC 11 kV 16 2/3 Hz       | AC 11 kV 16 2/3 Hz       | AC 11 kV 16 2/3 Hz          | AC 11 kV 16 2/3 Hz          | AC 11 kV 16 2/3 Hz          | AC 11 kV 16 2/3 Hz          | AC 11 kV 16 2/3 Hz          | AC 11 kV 16 2/3 Hz            |                          |
| 車軸配置     | 車軸配置                 | 車軸配置                 | 1'D1'                    | 1'D1'                    | 1'D1'                       | 1'D1'                       | 1'D1'                       | 1'D1'                       | 1'D1'                       | 1'D1'                         |                          |
| 最大寸法     | 全長                     | 全長                     | 11500 mm                 | 11000 mm                 | 10800 mm                    | 10800 mm                    | 11104 mm                    | 11104 mm                    | 11104 mm                    | 11000 mm                      |                          |
| 最大寸法     | 同（大型スノープラウ付） | 同（大型スノープラウ付） | 12248 mm                 | 11748 mm                 | 11548 mm                    | 11548 mm                    | 11852 mm                    | 11852 mm                    | 11852 mm                    | 11748 mm                      |                          |
| 最大寸法     | 全高                     | 全高                     | 4150 mm                  | 3970 mm                  | 4032 mm                     | 4032 mm                     | 3970 mm                     | 3970 mm                     | 3970 mm                     | 4050 mm                       | 集電装置変更に応じて変動 |
| 最大寸法     | 屋根高                   | 屋根高                   | 3380 mm                  | 3292 mm                  | 3401 mm                     | 3401 mm                     | 3303 mm                     | 3303 mm                     | 3303 mm                     | 3341 mm                       |                          |
| 最大寸法     | 車体幅                   | 車体幅                   | 2650 mm                  | 2630 mm                  | 2650 mm                     | 2650 mm                     | 2650 mm                     | 2650 mm                     | 2650 mm                     | 2650 mm                       |                          |
| 軸距・車輪径 | 全軸距                   | 全軸距                   | 8000 mm                  | 8200 mm                  | 8200 mm                     | 8200 mm                     | 8200 mm                     | 8200 mm                     | 8200 mm                     | 8200 mm                       |                          |
| 軸距・車輪径 | 固定軸距                 | 固定軸距                 | 1550 mm                  | 4800 mm                  | 4800 mm                     | 4800 mm                     | 4800 mm                     | 4800 mm                     | 4800 mm                     | 4800 mm                       |                          |
| 軸距・車輪径 | 動輪径                   | 動輪径                   | 1070 mm                  | 1070 mm                  | 1070 mm                     | 1070 mm                     | 1070 mm                     | 1070 mm                     | 1070 mm                     | 1070 mm                       |                          |
| 軸距・車輪径 | 先輪径                   | 先輪径                   | 710 mm                   | 710 mm                   | 710 mm                      | 710 mm                      | 710 mm                      | 710 mm                      | 710 mm                      | 710 mm                        |                          |
| 重量         | 運転整備重量             | 運転整備重量             | 55.2 t                   | 57.9 t                   | 49.5 t                      | 49.5 t                      | 56.3 t                      | 56.3 t                      | 56.3 t                      | 55.4 t                        | 更新工事等により変動     |
| 重量         | 動輪周上重量             | 動輪周上重量             | 42.1 t                   | 44.6 t                   | 39.2 t                      | 39.2 t                      | 43.6 t                      | 43.6 t                      | 43.6 t                      | 41.4 t                        | 更新工事等により変動     |
| 重量         | 機械部分                 | 機械部分                 | 26.7 t                   | 28.5 t                   | 27.8 t                      | 27.8 t                      | 30.4 t                      | 30.4 t                      | 30.4 t                      | 30.2 t                        | 更新工事等により変動     |
| 重量         | 電機部分                 | 電機部分                 | 28.5 t                   | 29.4 t                   | 21.7 t                      | 21.7 t                      | 25.9 t                      | 25.9 t                      | 25.9 t                      | 25.2 t                        | 更新工事等により変動     |
| 走行装置     | 主制御装置               | 主制御装置               | 刷子相対位置制御         | 刷子相対位置制御         | 低圧タップ切換制御          | 低圧タップ切換制御          | 低圧タップ切換制御          | 低圧タップ切換制御          | 低圧タップ切換制御          | 刷子相対位置 ＋低圧タップ切換 |                          |
| 走行装置     | 主変圧器                 | 容量                     | 825 kVA                  | 825 kVA                  | 700 kVA                     | 700 kVA                     | 960 kVA                     | 960 kVA                     | 960 kVA                     | 800 kVA                       |                          |
| 走行装置     | 主変圧器                 | 走行用出力               | 995 V                    | 1060 V                   | 51 - 410 V                  | 51 - 410 V                  | 76 - 380 V                  | 76 - 380 V                  | 76 - 380 V                  | 98 - 488 V                    |                          |
| 走行装置     | 主変圧器                 | 補機用出力               | 315 V                    | 315 V                    | 315 V                       | 315 V                       | 304 V                       | 304 V                       | 304 V                       | 315 V                         |                          |
| 走行装置     | 主電動機                 | 方式                     | デリー反発電動機         | デリー反発電動機         | 交流直巻整流子電動機        | 交流直巻整流子電動機        | 交流直巻整流子電動機        | 交流直巻整流子電動機        | 交流直巻整流子電動機        | 交流整流子電動機              |                          |
| 走行装置     | 主電動機                 | 形式                     | EZ-12-300-167            |                          | 10 WB 300                   | 10 WB 300                   | 10 WB 400                   | 10 WB 400                   | 10 WB 400                   | WE 85                         |                          |
| 走行装置     | 主電動機                 | 極数                     | 12                       | 10                       | 10                          | 10                          | 10                          | 10                          | 10                          | 12                            |                          |
| 走行装置     | 主電動機                 | 搭載数                   | 2                        | 2                        | 2                           | 2                           | 2                           | 2                           | 2                           | 2                             |                          |
| 走行装置     | 駆動装置                 | 駆動装置                 | ロッド式駆動             | ロッド式駆動             | 歯車式1段減速＋ロッド式駆動 | 歯車式1段減速＋ロッド式駆動 | 歯車式1段減速＋ロッド式駆動 | 歯車式1段減速＋ロッド式駆動 | 歯車式1段減速＋ロッド式駆動 | 歯車式1段減速＋ロッド式駆動   |                          |
| 走行装置     | 減速比                   | 減速比                   | -                        | -                        | 1:4.450                     | 1:4.450                     | 1:4.150                     | 1:4.150                     | 1:4.150                     | 1:2.650                       |                          |
| 走行装置     | ブレーキ装置             | ブレーキ装置             | 手ブレーキ、真空ブレーキ | 手ブレーキ、真空ブレーキ | 手ブレーキ、真空ブレーキ    | 手ブレーキ、真空ブレーキ    | 手ブレーキ、真空ブレーキ    | 手ブレーキ、真空ブレーキ    | 手ブレーキ、真空ブレーキ    | 手ブレーキ、真空ブレーキ      |                          |
| 性能         | 1時間定格                | 出力                     | 440kW                    | 588 kW                   | 440 kW                      | 440 kW                      | 588 kW                      | 588 kW                      | 588 kW                      | 440 kW                        |                          |
| 性能         | 1時間定格                | 速度                     | 29 km/h                  | 30 km/h                  | 28 km/h                     | 28 km/h                     | 30 km/h                     | 30 km/h                     | 30 km/h                     | 28 km/h                       |                          |
| 性能         | 1時間定格                | 牽引力                   | 55 kN                    | 66 kN                    | 52 kN                       | 52 kN                       | 71 kN                       | 71 kN                       | 71 kN                       | 55 kN                         |                          |
| 性能         | 最大                     | 速度                     | 50 km/h                  | 50 km/h                  | 50 km/h                     | 50 km/h                     | 50 km/h                     | 50 km/h                     | 50 km/h                     | 50 km/h                       |                          |
| 性能         | 最大                     | 牽引力                   | 82 kN                    | 106 kN                   | 82 kN                       | 82 kN                       | 106 kN                      | 106 kN                      | 106 kN                      | 82 kN                         |                          |
| 性能         | 牽引トン数(25‰)・速度    | 牽引トン数(25‰)・速度    | 180 t・28 km/h           | 210 t・30 km/h           | 180 t・30 km/h              | 180 t・30 km/h              | 210 t・30 km/h              | 210 t・30 km/h              | 210 t・30 km/h              | 180 t・28 km/h                |                          |
| 1. 2. 3.     |                          |                          |                          |                          |                             |                             |                             |                             |                             |                               |                          |

### 改造
- 301号機
  - 1917年1月20日にV字形のクランクロッドの上部を前後に結ぶロッドを設置し、クランクロッドが逆三角形状になるように改造した。
  - 1957年には制御装置の更新、1959年にはクランクロッドの更新が行われた。
- 302号機
  - 1918年にV字形のクランクロッドの上部を前後に結ぶロッドを設置し、クランクロッドが逆三角形状になるように改造した。
  - 1968年には301号機の部品も使用して主電動機の更新が行われた。
- 351、352号機
  - 1944年[30]に回生ブレーキを設置しているほか、1944年には回生ブレーキ装置の変更がされている。
  - 1955-1957年[31]には更新改造が実施されて、重量が49.5tとなっている。
- 353-355号機
  - 1921、1922年[32]に回生ブレーキを設置し、重量が59.0t（動輪周上重量47.0t）となったほか、1944年には回生ブレーキの更新改造がされている。
  - 1955-1960年[33]には更新改造が実施されている。
- 391号機
  - 1937年3月19日にスーシュ付近を走行中にイン川に転落する事故に遭ったため、1938年4月30日付でSLMで再建された。

このほか全機を対象にパンタグラフの変更、前面への渡り板の設置、正面窓間の前照灯上に標識灯の設置などの改造が行われている。

## 運行

### エンガディン線開業まで
- Ge4/6 351号機はGe4/6形の最初の機体として1912年12月18日に使用開始となり[22]、Ge2/4 201号機とともに試験運行が開始され[16]、その後、納入されGe4/6 352号機およびGe2/4 202-207号機が順次試運転を開始し[22]、また、工事列車の牽引にも使用されている[注釈 37][26]。
- 1913年6月21日にはサンモリッツ - ベーベル - シュクオル・タラスプ間の全区間での試運転が開始された後、6月28、29日にエンガディン線の開業式典が実施され[16]、7月1日に営業運行が開始されている[34]。
- 1913年10月初旬にはGe4/6 301,351,391号機を使用して性能試験を行っている。試験は結果に影響が出ないように夜間に同じ時間帯に走る他の列車を蒸気機関車牽引に変更して実施され、消費電力量、主変圧器および主電動機の巻線の抵抗値と温度、架線の電圧降下量などが計測されており、Ge4/6 391号機が最も良い結果を示している[22]が、同機の出力は570 PSに留まり設計値の600 PSには至っていない[23]。
- エンガディン線は、エンガディン地方[注釈 38]のアルブラ線のベーベルから、ドナウ川の支流であるイン川に沿ってオーバーエンガディンの下流部からウンターエンガディンの古くからの保養地であるシュクオル・タラスプまでの区間を下っていく路線であり、1897年に制定されたグラウビュンデン鉄道法で補完路線として規定されたシュクオル・タラスプ方面の鉄道計画によるものである[35] 。

### 1910-60年代の運行
- エンガディン線開業後はサメーダン機関区に配置されてGe2/4形とともに運用されていたが、第一次世界大戦の影響による観光客の減少によりエンガディン線ではGe2/4形が主に運用され、1914-18年の間はGe4/6 351-355号機およびGe4/6 391号機はほとんど使用されていなかった[25][24]。運行開始当初は不具合も多く、Ge4/6 301号機は走行が不安定となるためクランクおよびサイドロッドの軸受の調整がシビアであり、また、主電動機の絶縁不良のため巻線の改良が必要であったほか、Ge4/6 351-352, 391号機で速度が30 km/h以上で発生していた縦揺れは回転部品のバランス調整により解消され、Ge4/6 351-352号機で発生していた主電動機のブラシの破損は整流子面を定期的に研磨することで改善されている[36]。
- 電化の進展に伴いGe4/6形はレーティッシュ鉄道の幹線系統全線で使用されるようになっている[22]。MFO製のGe4/6 351-355号機は1918/19年のアルブラ線の電化後はG4/5形に代わって同線で運用されるようになったほか[27]、1921年末にはテュシス - クール - ラントクアルト間の電化に伴いラントクアルト機関区にサメーダン機関区からGe4/6形の一部が移動し[22]、プレティガウ線電化後は同線でも運用されている[27]。その後、1921年のGe6/6I形の導入に伴い、BBC製およびAEG製のGe4/6 301-302, 391号機はエンガディン線、オーバーランド線、ラントクアルト - クール - トュシス間などの勾配の緩い線区で使用されるようになり、運転操作が複雑なGe4/6 391号機はサメーダン機関区で専門の指導を受けた機関士により[27]、主にサン・モリッツ - サメーダン - シ・チャンフ間で、場合によってはツェルネッツやシュクオル・タラスプまで運行されている[37]。
- 600 PS級の機体のうち、Ge4/6 301, 351-352号機の牽引トン数は、25パーミル（エンガディン線、オーバーランド線、クール - トュシス間）で125 t、35パーミル（アルブラ線）で82 t、45パーミル（プレティガウ線）で55 tに設定されていた[22]。また、800 PS級のGe4/6 353-355号機の牽引トン数は1921-22年の回生ブレーキ装備後に35パーミルで100 t、45パーミルで80 tに引上げられており[注釈 39]、さらに、600 PS級のGe4/6 351-352号機も1944年に回生ブレーキを装備している[27]。
- BBC製のGe4/6 301号機は引続き故障が多く、機械部分ではドライブロッドの破断など、電機部分では特に初期に多発した主電動機の絶縁不良に起因する地絡などにより数ヶ月に渡り運用から外されることもあったため、1935年頃には廃車も検討されていたが、レーティッシュ鉄道では継続的に機材不足の状況であったため引続き運用されている[21]。一方、MFO製のGe4/6 351-355号機は機械部分、電機部分ともに比較的信頼性が高かった[22]ほか、Ge4/6 391号機も1931年に走行距離が1000千kmを超え、大規模修繕間の期間の平均走行距離が約214千 kmとなるなどレーティッシュ鉄道の旧型電気機関車の中ではGe6/6I形に次ぐ実績となっている[37]。
- 1937年3月19日の20時頃、降雪の中でサンモリッツ - シュクオル・タラスプ間の261列車を牽引していたGe4/6 391号機はツェルネッツ - ズシュ間の124.997km地点で線路上の雪の吹溜りに突込んで横転し、約30m下のイン川に転落した[注釈 40]。本機は5月10日までの約2ヶ月をかけてイン川から分解されて引上げられて前述の通り修復されて運用に復したが元の性能を発揮できず、最大牽引トン数を125 tから90 tに制限して運用されている[23]。

### 1970年代の運行と廃車
- Ge4/6 301号機は1957年に故障に伴い駆動装置を交換し、1959年にはクランクを更新しているが、引続き不調気味であり[21]、1966年2月3日に運用を外され、ラントクアルト工場で主電動機1基をGe2/4 205号機の故障復旧用に流用し、その後1968年に主変圧器をGe4/6 302号機の、もう1基の主電動機をGe2/4 207号機のそれぞれ故障復旧用に流用しており[21]、1971年11月に解体されている[26]。1913年から1965年までのGe4/6 301号機の走行距離は1.5百万 kmに留まっている[26]。
- Ge4/6 302号機は1968年6月に主変圧器が故障し、前述の通りGe4/6 301号機の主変圧器を使用して復旧されたが、1971年に再度の主変圧器故障を契機として運用を外され、1976年12月に解体された[26]。
- Ge4/6 391号機はサメーダン機関区に配置され、サメーダン - ポントレジーナ間の旅客列車の牽引を主として機関車不足時にはエンガディン線でも使用されていたが、1970年頃からラントクアルト工場に留置され、1973年に廃車となっている[37]。同機の1913-73年の間の走行距離は2.4百万 kmとなっており、Ge2/4形およびGe4/6形の中では最も多いものとなっている[37]。
- 1974年4月にサメーダン機関区に残存していたGe2/4形およびGe4/6形の定期運用がGe4/4I形に置換えられ、Ge4/6 351-353号機がGe2/4 205, 207号機とともに定期運用から外されたほか、Ge4/6 354号機はサメーダン機関区、Ge4/6 355号機はラントクアルト機関区のそれぞれ予備機となっており、Ge4/6 353号機はラントクアルト工場に留置されている[24]。このうちGe4/6  351-352号機は1977年に廃車となり、1977年1月と2月に解体された[22]。また、Ge4/6 354号機は1980年春に変圧器の故障で運用から外され、1982年に廃車となって翌1983年1月に解体され、Ge4/6 355号機は1980-84年の間はラントクアルト - クール間の区間列車やオーバーランド線の貨物列車の牽引に使用されていたが、1984年1月17日にオーバーランド線での運行中に故障して同年8月に廃車となって解体されており、両機の重要部品は動態保存されているGe4/6 353号機の予備部品として保管されている[24]。
- Ge4/6 353号機は1975年には機関車不足に対応するためサメーダン機関区の予備機として再配置され、同年6月に変圧器の故障により運用から外れているが復旧されて1984年7月25日には運行開始70周年を記念してサメーダン - ポントレジーナ間でベルニナ急行の牽引に使用されており、その後歴史的機関車として特別列車に使用することとなった[24]。

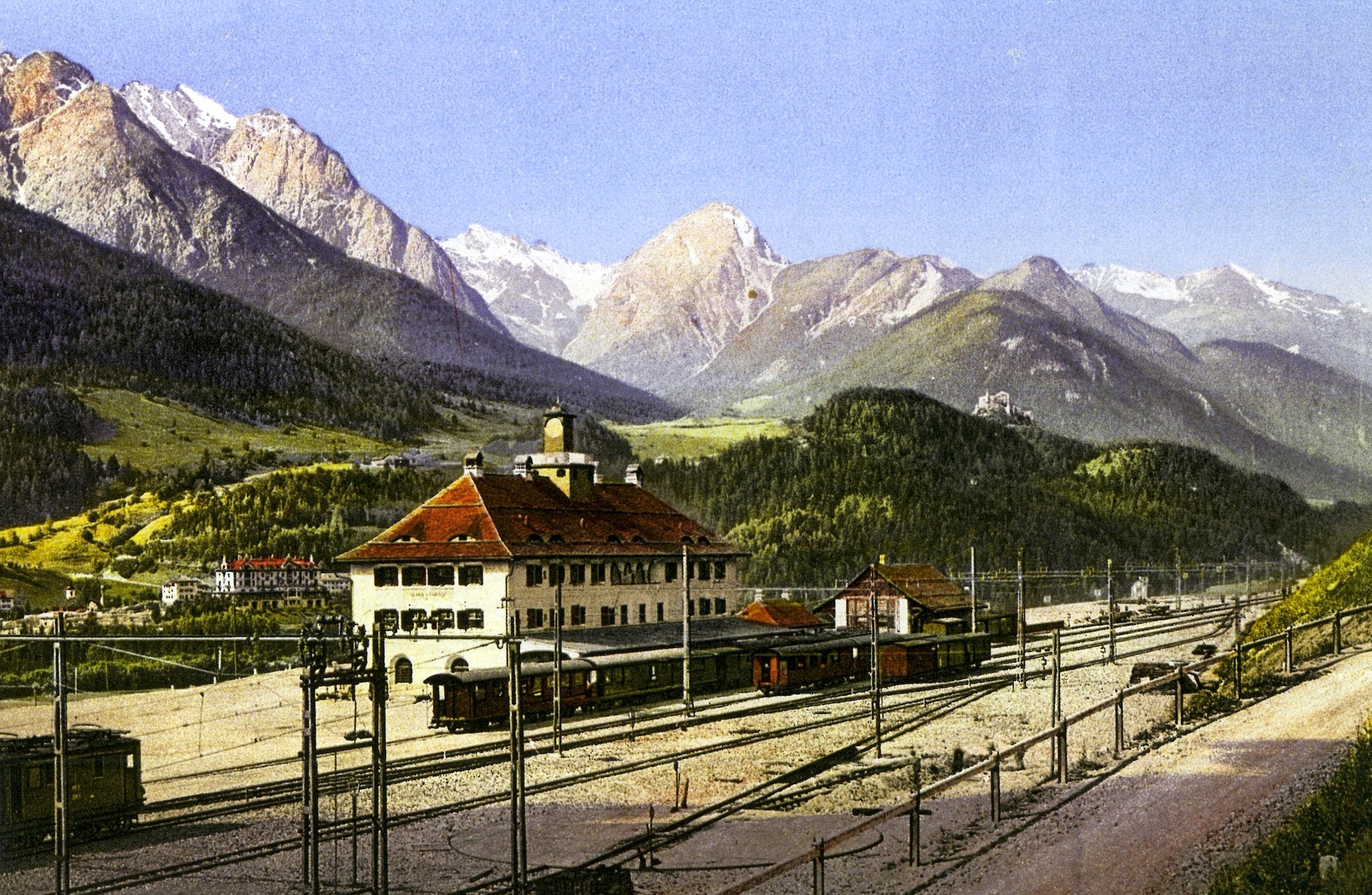
開業当初のエンガディン線シュクオル・タラスプ駅、1913年
電化後数年の時点のサン・モリッツ駅、1918年
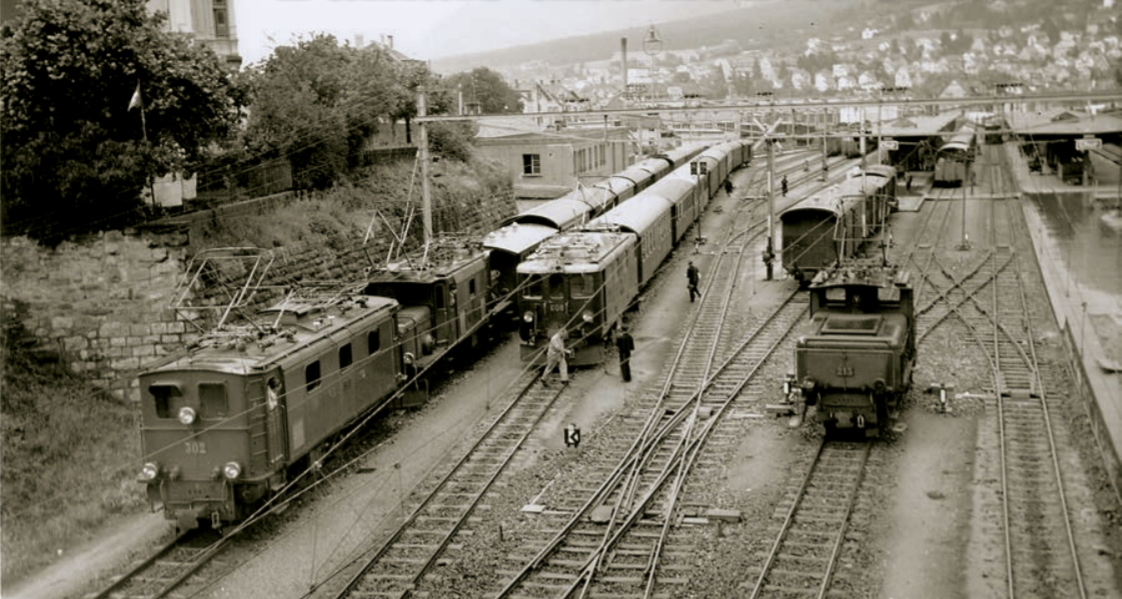
Ge6/6I形との重連で旅客列車を牽引するGe4/6 302号機（左端）、クール駅、1956年
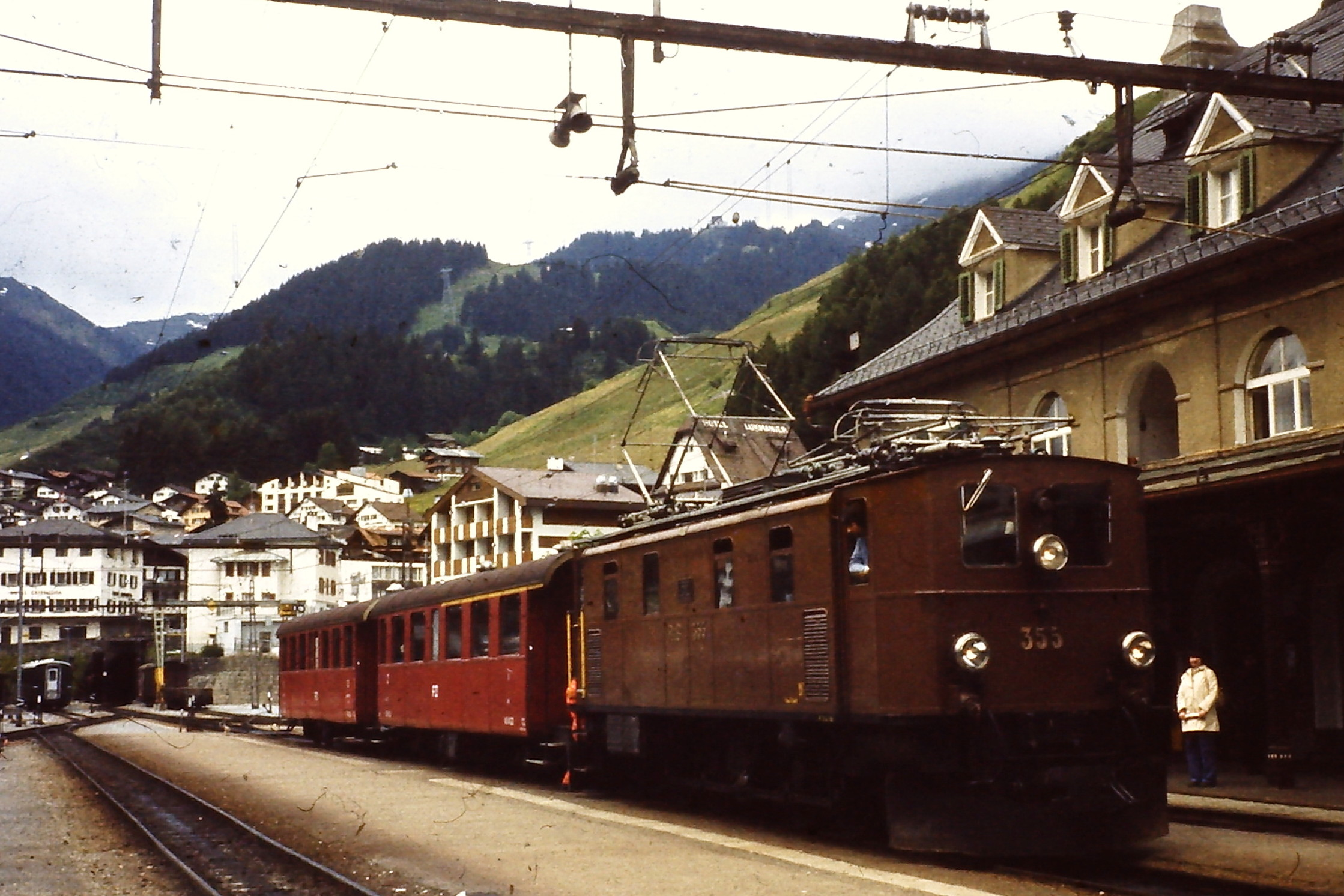
臨時旅客列車を牽引するGe4/6 355号機、ディセンティス/ミュンスター駅、1980年
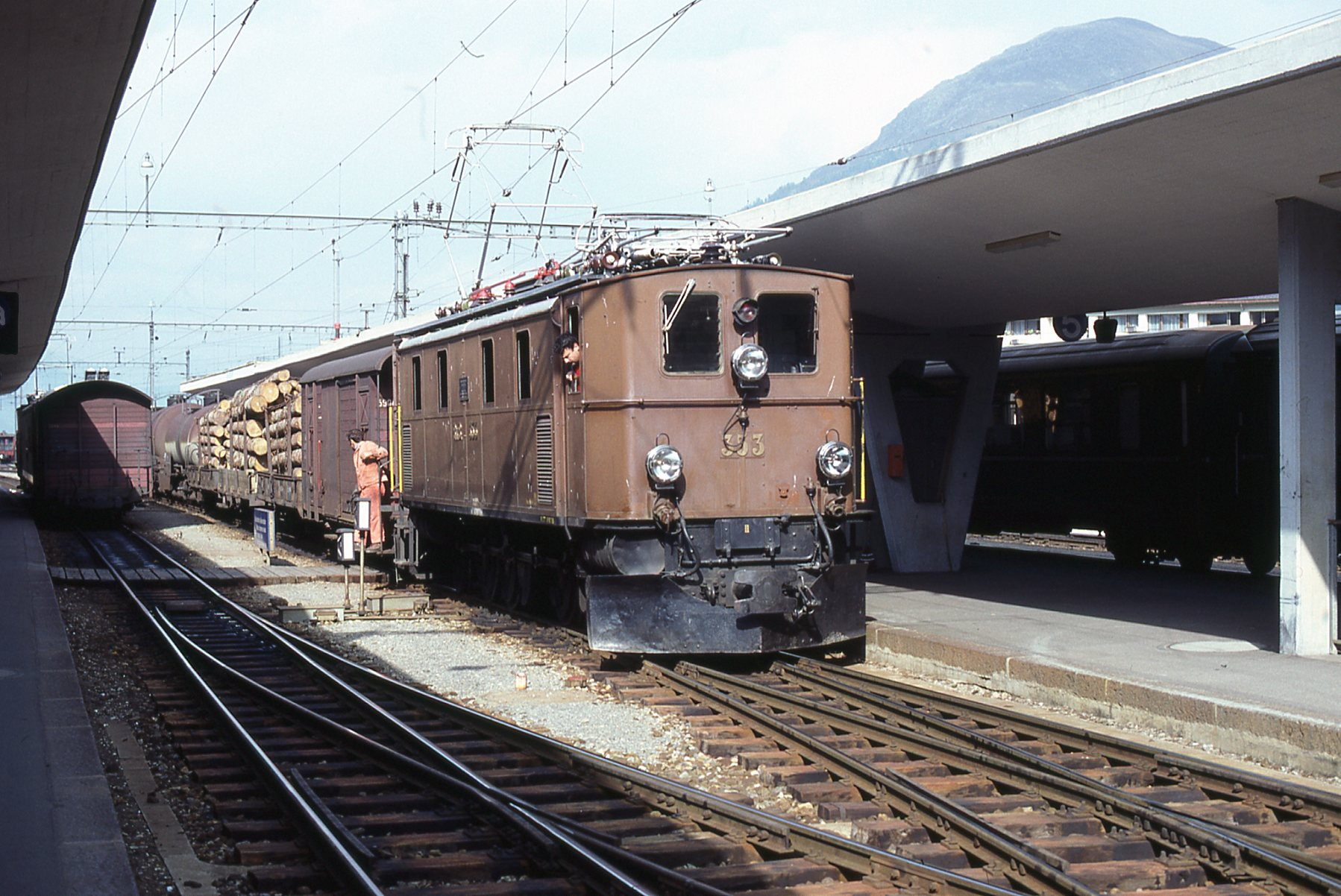
貨物列車を牽引するGe4/6 353号機、サメーダン駅、1985年
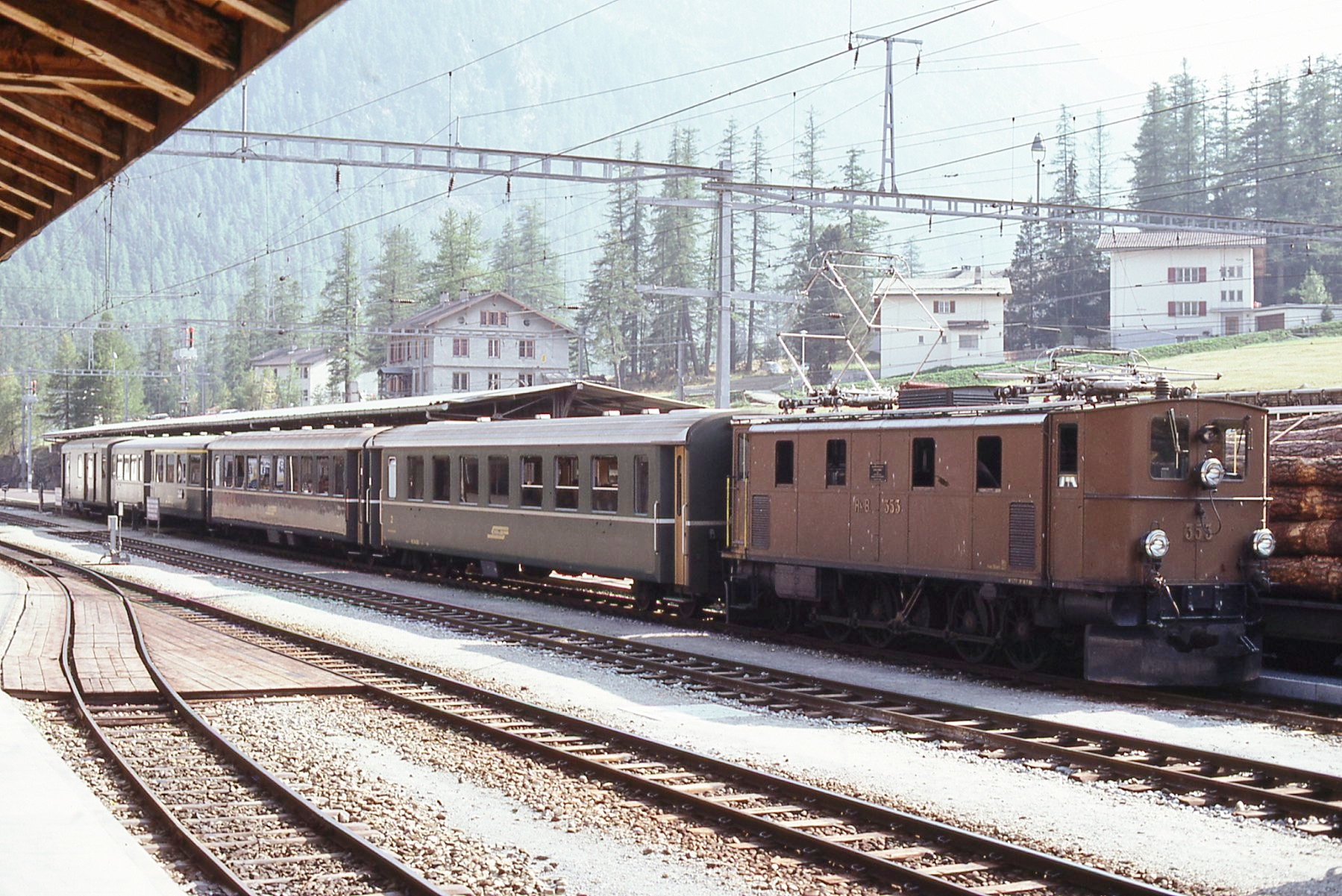
旅客列車を牽引するGe4/6 353号機、1980年

## 保存
- 353号機は歴史的機関車としてサメーダン機関区に残され、同じく動態保存されている旧型の客車や貨車を牽引するなどさまざまなイベント列車に使用されている。
- Ge4/6 301号機はルツェルンのスイス交通博物館[注釈 41]への譲渡が検討されたが実現していない[21]。なお、同博物館にはGe2/4 207号機とGe6/6I 402号機が静態保存されている。
- Ge4/6 391号機は1976年にメーカーのAEG社が同社製の初期の電気機関車として保存するために購入し、1980年10月8日にマンハイム近郊フィールンハイムにあるライン・ネッカー鉄道博物館[注釈 42]に向けて輸送されて静態保存され、その後同博物館の閉鎖に伴い、ベルリンのドイツ技術博物館[注釈 43]に移されて静態保存されている[37]。

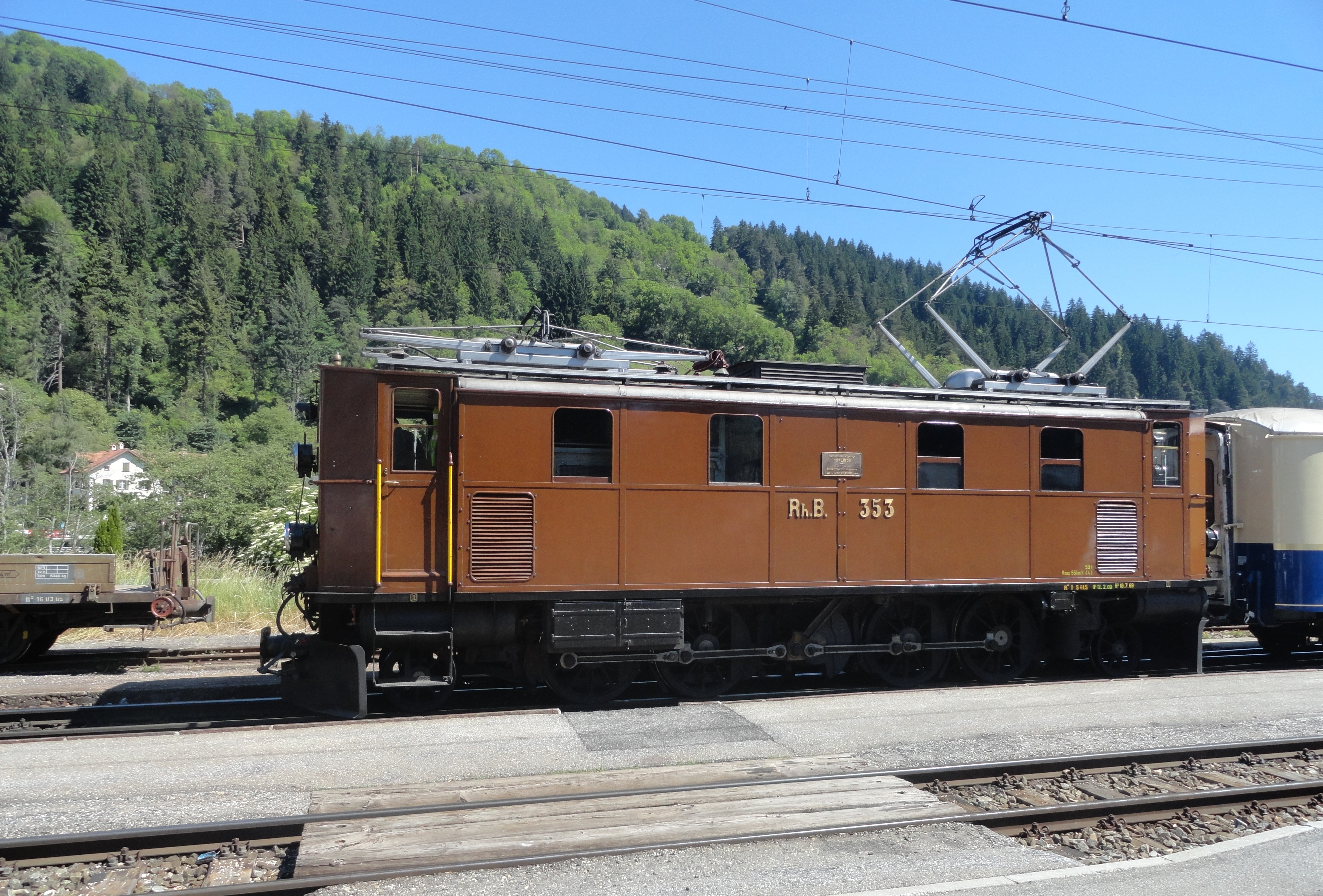
歴史的機関車として残されているGe4/6 353号機、イランツ駅、2012年
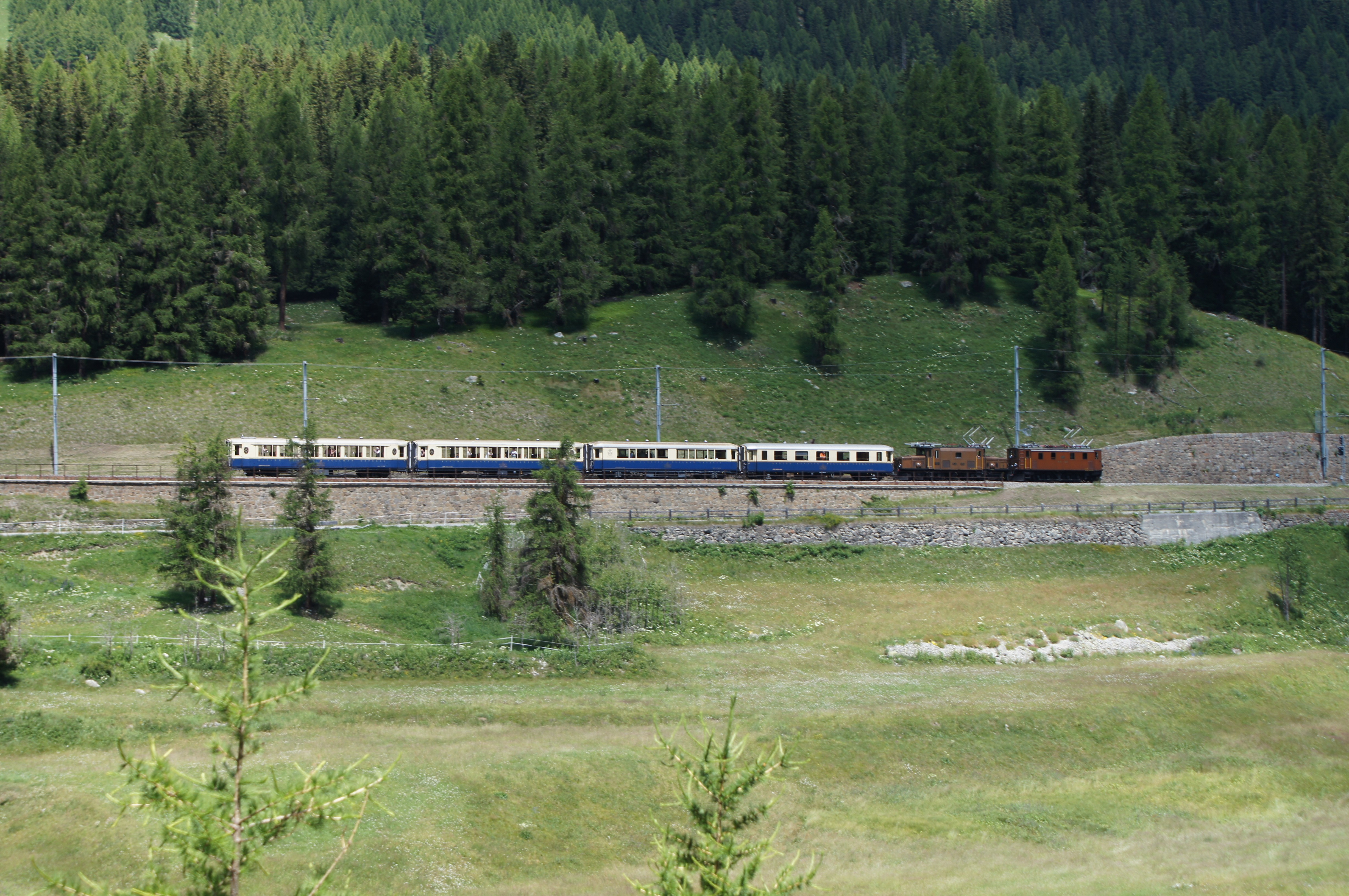
Ge6/6I形と重連でサロン客車およびピアノバー車からなる列車を牽引するGe4/6 353号機、2014年
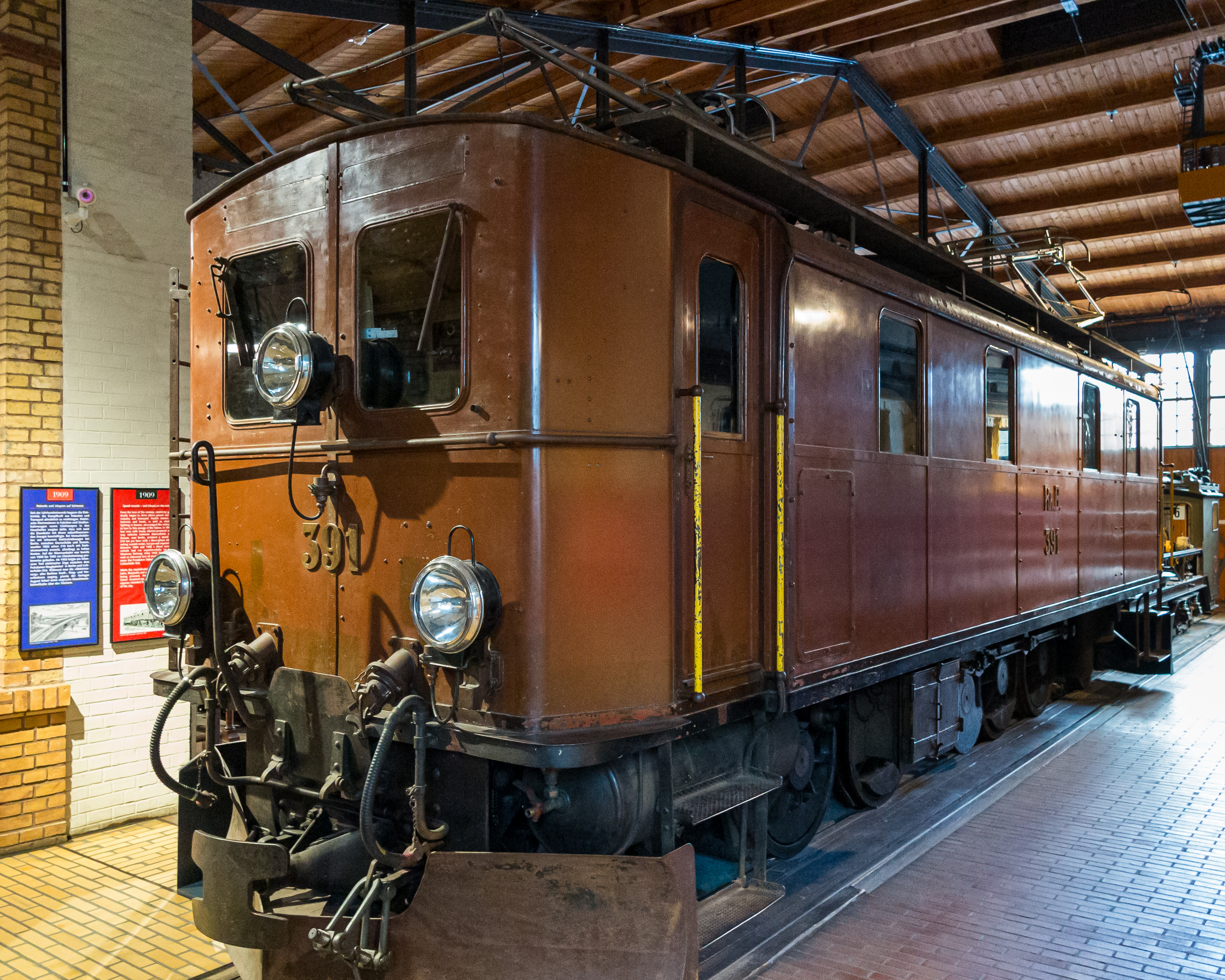
Ge4/6 391号機、ベルリンのドイツ技術博物館に保存、2017年